# Мазаре (Белуно)
Мазаре (итал. Masarè) је насеље у Италији у округу Белуно, региону Венето.
Према процени из 2011. у насељу је живело 141 становника. Насеље се налази на надморској висини од 987 м.